# Воскресеновка (Добринский район)
Воскресеновка — деревня в Добринском районе Липецкой области России. Входит в состав Добринского сельсовета.

## История
Деревня казенная. Располагалась на безымянном ручье.
Обозначена на карте Менде как Воскресенское. До революции входило в состав Талицкой волости Усманского уезда Тамбовской губернии. По данным на 1859 год в деревне насчитывалось 9 дворов и проживало 91 человек.
Воскресенское (Воскресеновка) граничила на севере с деревней Веденская. В настоящее время это один населенный пункт.

## Население
| 2010 |
| ---- |
| 79   |

## Известные уроженцы
В деревне родился Михаил Домогацких. В гостях у него был В. Песков.